# Tmesisternus keitocali
Tmesisternus keitocali är en skalbaggsart som beskrevs av Stefan von Breuning 1972. Tmesisternus keitocali ingår i släktet Tmesisternus och familjen långhorningar. Inga underarter finns listade i Catalogue of Life.